# Poiana (gmina Grințieș)
Poiana – wieś w Rumunii, w okręgu Neamț, w gminie Grințieș. W 2011 roku liczyła 515 mieszkańców.